# Isla Lotus
La isla Lotus es una isla perteneciente al archipiélago de las islas Near, en el grupo de las islas Aleutianas, al suroeste de Alaska. La isla mide aproximadamente 320 m de largo y se encuentra ubicada en el subgrupo de las islas Semichi. La isla Lotus es la menos prominente de las dos islas en el canal de Simiya, que separa las islas de Nizki y Simiya.
- Datos: Q1477384